# Max Auzinger
Max Auzinger, född 26 juli 1839, död 11 maj 1928, var en tysk skådespelare och regissör vid nationalteatern i Berlin.
Auzinger räknas som skapare av "svart konst". Han tog sig senare artistnamnet Ben Ali Bey och uppträdde som magiker och illusionist.

## Filmografi
- 1913 - Menschen und Masken
- 1918 - Stunde der Vergeltung, Die (1918)
- 1918 - Alraune, die Henkerstochter, genannt die rote Hanne (1918)
- 1924 - Mikaël (1924)

## Fotnoter
1. 1 2  Internet Movie Database, IMDb-ID: nm0042703co0047972, läst: 13 oktober 2015.[källa från Wikidata]
2. ↑  filmportal.de, Filmportal-ID: 9076655a267f4f3f88e88d77c81697f3, läst: 9 oktober 2017.[källa från Wikidata]